# NGC 4632
NGC 4632 é uma galáxia espiral (Sc) localizada na direcção da constelação de Virgo. Possui uma declinação de -00° 04' 50" e uma ascensão recta de 12 horas, 42 minutos e 32,3 segundos.
A galáxia NGC 4632 foi descoberta em 22 de Fevereiro de 1784 por William Herschel.